# Crosskonkordanz
Eine (Cross)konkordanz (auch Crosswalk) im Rahmen der Wissensorganisation stellt eine Verbindung zwischen zwei Dokumentationssprachen oder Begriffssystemen her. Dafür werden Begriffe in einem System mit Entsprechungen in einem anderen System in Beziehung gesetzt. Dadurch lassen sich beispielsweise unterschiedliche Thesauri verschiedener Bibliotheken miteinander verknüpfen, sodass Suchanfragen in einer Bibliothek auch ohne Umformulierung in einer anderen Bibliothek verwendbar sind, obwohl die Werke auf unterschiedliche Weise nach Schlagworten erfasst sein können.
Crosskonkordanzen können manuell durch Experten erstellt werden oder automatisch durch statistische Verfahren ermitteln werden. In beiden Fällen werden Relationen gesucht, die Terme eines Vokabulars auf möglichst ähnliche Terme eines zweiten Vokabulars überträgt. Diese Relationen müssen nicht symmetrisch sein und können mit verschiedenen Bedeutungen verknüpft werden.
Der Austausch von Crosskonkordanzen wird durch Techniken des Semantic Web erleichtert, da alle Begriffe einheitlich durch URI referenzierbar sind. Das Simple Knowledge Organization System (SKOS) stellt dazu verschiedene Mapping-Relationen bereit.
Das Projekt coli-conc der Verbundzentrale des Gemeinsamen Bibliotheksverbunds versucht, ein Mapping zwischen der Regensburger Verbundklassifikation, der Dewey-Dezimalklassifikation und der Basisklassifikation zu erstellen. Es kann auch erweitert werden auf beispielsweise Wikidata und GND. Im Projekt coli-conc wurde mit Cocoda eine Webapplikation zur Mappingerstellung geschaffen.